# Coop Estense
Coop Estense è stata una delle 9 grandi cooperative di consumatori del sistema Coop, e come tale aderiva all'ANCC della Lega delle Cooperative e al consorzio cooperativo Coop Italia.
Insieme alle grandi cooperative Coop Adriatica e Coop Consumatori Nordest e alle medie cooperative Coop Casarsa, Coop Eridana e Coop Reno e Coop Cà Tiepolo, (nonché ad alcune piccole Coop in Emilia-Romagna, Triveneto, Marche ed Abruzzo) aderiva al Distretto Adriatico.
Il 1º gennaio 2016 si è fusa con Coop Adriatica e Coop Consumatori Nordest nella più grande cooperativa di consumatori italiana ed europea: Coop Alleanza 3.0.

## Storia
Coop Estense è nata nel 1989 dalla fusione di Coop Modena e Coop Ferrara.

### Nascita e sviluppo di Acm e Coop Modena
Il primo nucleo di Coop Modena è stato l'Alleanza Cooperativa Modenese (Acm), nata nel 1917. Resistita al fascismo è stata rifondata democraticamente nel 30 settembre 1945. In quella data aveva 29 spacci ma fu costretta a restituirne alcune a cooperative che erano state assorbite nel periodo fascista ma che volevano rifondarsi. Questo provocò una disorganizzazione interna che, sul finire degli anni Quaranta, la portò al fallimento, ma venne salvata dal movimento cooperativo che inviò un nuovo gruppo dirigente. Questo evento rallentò le fusioni: nel 1947 le Coop in provincia di Modena erano ben 112, nel 1950 vennero ridotte a 65, ma a quel livello si rimase fino al 1962, quando finalmente ricominciarono le incorporazioni: tra quell'anno e il 1964 vennero incorporate 14 cooperative, mentre alcune piccole coop si fondevano tra loro.
Si creò anche un processo di ammodernamento: dapprima vennero introdotti gli spacci a semi-libero servizio, che nel 1963 furono 76 su 171 spacci, ma già nel 1966 a Modena ci furono 3 supermercati con superficie di vendita superiore ai 400 m².
Nel 1968 l'Acm diventa cooperativa unica provinciale, con la fusione delle piccole coop rimaste.
Nel 1983 l'Acm cambia ragione sociale in Coop Modena, prosegue l'ammodernamento e la razionalizzazione della rete e si inizia a pensare agli ipermercati, il primo dei quali venne inaugurato a Modena nel 1988, nel centro commerciale "I Portali". In tale anno Coop Modena aveva 36 punti vendita, di cui 14 supermercati, 6 superette, 4 discount e un ipermercato, con 103.160 soci.

### Nascita e sviluppo di Coop Ferrara
Nel 1946 in provincia di Ferrara erano presenti 86 cooperative di consumatori con un centinaio di spacci. Una di queste, la Coop "Unità" divenne la più grande della provincia, arrivando ad avere 35 spacci e circa 8.000 soci. Tuttavia le dimensioni della cooperativa non erano pari alle sue capacità gestionali, e ciò provocò notevoli difficoltà economiche già nel 1948. A differenza dell'Acm il movimento cooperativo non procedette al salvataggio e la cooperativa fallì l'anno successivo. Il consolidamento e l'ammodernamento della cooperazione di consumatori ferrarese rimasta avvenne molto lentamente. Cinque anni dopo le cooperative furono ancora 61, e nel 1963 furono ridotte a 41, con 95 spacci.
Mentre nelle altre province dell'Emilia-Romagna erano già operative le cooperative uniche provinciali, a Ferrara si progettò una fusione di 19 cooperative in 9, e nel 1968 le cooperative furono in tutto 17 con 76 spacci, di cui 54 a libero servizio. In questo stesso anno nacque un progetto per aprire un supermercato nel capoluogo, tuttavia nessuna cooperativa della provincia aveva risorse finanziarie per realizzare tale progetto. Si studiarono le possibilità di costituire una cooperativa unica provinciale, che venne costituita nel 1970 con il nome di Coop Ferrara, ma divenne operativa solo due anni dopo, mentre il progetto del supermercato di Ferrara venne supportato da Coop Italia. Lo sviluppo proseguì, e nel 1988 si arrivò a 20 punti vendita di cui 8 supermercati e 5 superette, con 31.768 soci.

### Nascita e sviluppo di Coop Estense
Lo sviluppo degli ipermercati e la necessità di espandersi oltre i confini provinciali fecero protendere alla fusione tra le due cooperative, che avvenne il 1º aprile 1989 con la fusione di Coop Ferrara in Coop Modena e il cambio di ragione sociale in Coop Estense. Mario Zucchelli, presidente di Coop Modena, diventa presidente di Coop Estense, che aveva 152.444 soci. Si decise di aprire subito nuovi ipermercati: nel 1990 aprì "Il Castello" di Ferrara e nel 1996 il "Grandemilia" di Modena. All'inizio degli anni Novanta a livello di Distretto Adriatico si prese la decisione di investire in Puglia: Adriatica Ipermercati Spa, formata dalle allora 5 grandi Coop del distretto (Nordemilia, Estense, Emilia-Veneto, Romagna-Marche, Friuli-Venezia Giulia) rilevò la società Mongolfiera, che era controllata da Coin per aprire ipermercati al sud.
Per l'acquisto si era fatto avanti il gruppo GS con il suo marchio Continente, una società che successivamente verrà acquisita da Carrefour, ma Adriatica Ipermercati riuscì nel 1990 ad aggiudicarsi la gara. Mongolfiera aveva un ipermercato già aperto a Taranto e 2 progetti in corso a Foggia e a Lecce. Quando si decise di dismettere Adriatica Ipermercati (che doveva gestire tutti gli iper del distretto, in vista della fusione di tutte le 5 grandi Coop del distretto, ma quest'ultimo progetto non riuscì per disaccordi tra le cooperative), Coop Estense decise di rilevare le attività pugliesi. Non fu facile in quanto l'iper di Taranto era già in forte perdita. Si decise una politica di convenienza e di creare un assortimento con una forte presenza di prodotti locali, e le vendite aumentarono.
Nel 1994 aprì l'iper di Surbo (LE) e nel 1997 quello di Foggia. Si sbarcò nella provincia di Bari: Il primo iper fu ad Andria, poi si aprì Bari Santa Caterina nel 2002, Barletta nel 2003, Bari Japigia nel 2005, Molfetta nel marzo 2008. Con l'apertura di Molfetta è stata lanciato il modello di Iper Lower Cost con lo scopo di rendere più efficiente l'ipermercato adattando struttura, organizzazione e logistica a mercati a basso reddito; nello stesso periodo tale adattamento è stato realizzato anche negli Iper di Andria e Barletta. Sempre nel 2008 è stato aperto il nuovo Ipercoop di Taranto, che ha preso il posto di quello già esistente. Nel 2009 Coop Estense acquisisce il controllo di 3 ipermercati di Carrefour presenti nelle regioni Puglia e Basilicata (Brindisi, Matera e Bari via Pasteur), per i quali il passaggio dall'insegna Carrefour all'insegna Ipercoop è avvenuto nel periodo tra ottobre e novembre 2009 (quello di Brindisi il 13 ottobre, quello di Matera il 3 novembre e quello di Bari via Pasteur il 26 novembre).
I tre ipermercati sono stati adeguati al modello di Iper Lower Cost. Un quarto ipermercato, a Cavallino (LE) acquisito con tale operazione è stato dato in gestione a Conad Adriatico. Nel 2004 è iniziata una sperimentazione in Puglia del canale supermercati, con due aperture: una a Bari e una a Gioia del Colle; non ci sono però state ulteriori aperture fino al 2008, con l'apertura del supermercato di Bari Via Napoli, con la formula del super low cost, mutuandola dall'analogo format inaugurato in precedenza nel canale iper. Questi investimenti tuttavia non hanno dato gli esisti sperati, infatti nel 2009 il supermercato di Gioia del Colle è stato ridimensionato da 2.500 a 1.500 m² e il supermercato di Bari Via Napoli è stato chiuso nel maggio 2010.
I soci pugliesi sono passati dai 24.000 del 1997 ai 242.052 del 2009 (quest'ultimo dato comprende anche i soci lucani). Lo sviluppo in Puglia non ha però rallentato quello nello storico territorio emiliano. In particolare sono stati aperti altri Ipercoop: a Mirandola (MO), un secondo iper a Ferrara, nel centro commerciale "Le Mura", e l'Ipercoop di Carpi (MO) nel centro commerciale "Il Borgogioioso" nel 2005. Supermercati nuovi sono stati aperti a Ravarino, San Cesario, Castelvetro, Spilamberto, Maranello e Nonantola, sempre in provincia di Modena.
Inoltre c'è stata una ristrutturazione del canale super (che è tuttora in corso), cosicché la stragrande maggioranza dei supermercati emiliani di Coop Estense sono di grandi dimensioni, il numero di superette è infatti limitato (alcune di queste, nel Ferrarese, sono state cedute nel 1997 alla media cooperativa Coop Reno). Merita, inoltre, un cenno la riorganizzazione del canale ipermercati iniziata nell'anno 2000 e proseguita con altri step negli anni successivi con l'obbiettivo dell'efficientamento del canale; in pratica, attraverso la centralizzazione di alcune attività, sono state fortemente ridotte le competenze delle strutture organizzative locali residenti negli ipermercati.
Nel febbraio 2015 il presidente Mario Zucchelli ha annunciato una riduzione organica di 230 dipendenti nei punti vendita di Puglia e Basilicata, per far fronte ad una perdita di circa 50 milioni di euro nei 5 anni precedenti dovuti a diminuzione nelle vendite.
Nel marzo 2015 i consigli di amministrazione di Coop Adriatica, Coop Estense e Coop Nordest hanno deliberato ed annunciato la fusione in un'unica nuova cooperativa: Coop Alleanza 3.0 (operativa dal 1º gennaio 2016).

## Soci
Al 31 dicembre 2013 i soci erano 693.171 così ripartiti:
- 287.919 nella provincia di Modena;
- 119.542 nella provincia di Ferrara;
- 285.710 nelle regioni Puglia e Basilicata.

I soci sono organizzati in 9 Distretti Sociali, 3 dei quali sono a loro volta suddivisi in Zone Soci. I 9 distretti sociali sono: Ferrara, Ferrara Est (suddiviso nelle Zone soci di Copparo, Argenta e Comacchio), Modena Nord (suddiviso nelle Zone soci di Mirandola e Carpi), Modena, Modena Est, Modena Sud (suddiviso nelle Zone soci di Vignola e Sassuolo), Puglia Nord, Puglia Centro, Puglia Sud. Sempre al 31 dicembre 2010, i soci prestatori, ovvero titolari di libretto di prestito sociale erano 89.701.
Coop Estense realizza il 77% delle sue vendite con i suoi soci. Coop Estense ha una sua edizione della rivista "Consumatori" (utilizzata, con edizioni locali, anche dalle altre grandi Coop del distretto Adriatico e del Nord-Ovest), a sua volta divisa in tre sottoedizioni: "Modena", "Ferrara" e "Puglia". Mentre nelle altre Coop la rivista viene inviata a tutti i soci gratuitamente, in Coop Estense viene inviata ai soci che sottoscrivono un piccolo abbonamento (2 euro per due anni). La rivista "Noi Coop" è invece riservata ai dipendenti.

## Rete di vendita
Al 31 dicembre 2015 Coop Estense contava 55 punti vendita in 3 regioni, divisi tra minimercati, supermercati e superstore a insegna Coop (38) e ipermercati a insegna Ipercoop (17). Coop Estense non utilizzava ancora la nuova divisione del canale supermercati di Coop Italia, che prevede ad esempio l'insegna InCoop per i territori più piccoli.
Questo è il dettaglio della rete di vendita:
- Emilia-Romagna
  - Provincia di Modena: 26 supermercati Coop, 4 ipermercati Ipercoop;
  - Provincia di Ferrara[N 1]: 10 supermercati Coop, 2 ipermercati Ipercoop;
- Puglia
  - Provincia di Foggia: 1 ipermercato Ipercoop;
  - Provincia di Barletta-Andria-Trani: 2 ipermercati Ipercoop;
  - Provincia di Bari: 2 supermercati Coop, 4 ipermercati Ipercoop;
  - Provincia di Brindisi: 1 ipermercato Ipercoop;
  - Provincia di Taranto: 1 ipermercato Ipercoop;
  - Provincia di Lecce: 1 ipermercato Ipercoop;
- Basilicata
  - Provincia di Matera: 1 ipermercato Ipercoop.

1. ↑  Provincia dove sono presenti anche Coop Adriatica e Coop Reno

## Salvatempo
Il "Salvatempo" è lo strumento di auto-scansione della spesa riservato ai soci per velocizzare la fase di pagamento in cassa. È stato lanciato nel 2001 da Coop Lombardia con l’apertura di “Piazza Lodi”, il primo centro commerciale in zona centro a Milano. Coop Estense, insieme a Unicoop Firenze, è stata la seconda Coop in Italia a lanciare il "Salvatempo". Fu poi adottato anche dalle altre cooperative di consumatori nel resto d'Italia.